# Quadre de llista

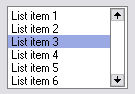
Un quadre de llista

Un quadre de llista (en anglès list box) és un giny que permet a l'usuari seleccionar un o més elements d'una llista continguda dins d'un quadre de text de línia múltiple. L'usuari fa clic dins del quadre en un element per seleccionar-lo, de vegades en combinació amb la tecla Shift o la tecla Control (tecla "command" en Mac) per a realitzar seleccions múltiples. Fent "Control-clic" en un element que ja estava seleccionat s'anul·la la selecció.
Un quadre de llista es diu select o select1 dins l'estàndard XForms. select s'utilitza per permetre a l'usuari seleccionar molts elements d'una llista, mentre que select1 només permet a l'usuari seleccionar un sol element d'una llista.